# 塞尔维亚舞女
塞尔维亚舞女（英語：Serbian Dancing Lady），又稱舞影（The Dancing Shadow） ，是塞尔维亚都市傳説，主要是描述一位神秘的女子在夜晚的塞尔维亚街头以奇怪的方式跳舞。这个都市傳説在2019年和2023年通过社交媒体在全球疯传，舞女背後的真相仍未明瞭。

## 社群媒體現象
2023年2月，一段12秒的影片在網路上流傳。影片中一名神秘女子在贝尔格莱德茲韋茲達拉街頭中央跳舞，據稱是從附近房屋的窗戶拍下。拍名女子身著塞爾維亞傳統服裝，雙手向兩側揮動，腳跟反覆從左向右移動。有些人認為，曾在2021年被拍到的女子穿著傳統的塞爾維亞服裝，但2023年則穿著簡單的褲子和襯衫。此舞蹈類似於被稱為「柯洛」（Kolo）的塞爾維亞民俗舞蹈。女子的身份及目的無人知曉，此謎團約始於1988年，從那時起，人們多次聲稱發現了這位神秘女子。據信她隨身攜帶一把刀，跳到人和車子前面作勢威脅。根據一些未經證實的網路部落格帖子，一些聲稱遇到她的人表示，女子自稱為「死亡大使」，需要生命進行古老的儀式，來復活塞爾維亞國王。多段影片在網路上流傳，發表者皆聲稱是從後方拍到她。2023年的影片據稱是在市區一家醫院附近拍到，這位老太太疑似患有精神疾病。
2023年，塞爾維亞舞女影片在TikTok上獲得了超過1.053億次觀看以及640萬次按讚。隨後，消息也在Twitter上傳開。該影片是否真實的爭論被視為它流行的原因。
據一些未經證實的傳言稱，2023年影片中的那位女子已被捕，而另一些人則認為，儘管當局進行了廣泛調查，但她從未被發現。